# El hijo del pueblo
El hijo del pueblo és una pel·lícula mexicana de 1974 dirigida per René Cardona i protagonitzada per Vicente Fernández, Lucía Méndez, Sara García, Carlos Cortes, Rebeca Silva, Renata Seydel i Marcela López Rey.

## Argument
Un taxista s'enamora d'una locutora que l'enganya en una festa. Es torna al seu poble natal (Huentitán l'alt) amb la seva àvia, a viure en la seva ranchito. Un dia cau una avioneta que els seus passatgers són rescatats pel taxista i portats al seu ranchito, on els passatgers es queden per un temps, atès que no poden comunicar-se amb el poble més pròxim a causa de la llunyania del ranchito. Aquests passatgers són "nens bé", no acostumats a les feines del camp, com aixecar-se d'hora al cant del gall, munyir les vaques, donar menjar als pollastres i porcs. En aquesta pel·lícula es veu la diferència de classes socials entre l'un i l'altre.

## Melodies
Canciones: Mi Carcachita, El hijo del pueblo, Que te vaya bonito, Las llaves de mi alma, Conozco a los dos y Mares de tristeza. La canción «El hijo del pueblo», es obra de José Alfredo Jiménez.